# James Malcolm Green
James Malcolm Green (Willingboro, 19 febbraio 1992) è un lottatore statunitense, specializzato nella lotta libera.

## Biografia
È figlio di James e Joyce Green. Ha due sorelle Autumn e Heaven.
Alla Willingboro High School, è diventato il primo lottatore nella storia della scuola a vincere il campionato statale dopo una stagione senza sconfitte 29-0.
Ha rappresentato gli Stati Uniti d'America ai mondiali di Las Vegas 2015, aggiudicandosi la medaglia di bronzo nel torneo dei 70 chilogrammi.
Ai Campionati panamericani di Frisco 2016 ha vinto la medaglia d'argento nei 65 chilogrammi, perdendo la finale contro il venezuelano Anthony Jose Montero Chirinos.
Ai mondiali di Parigi 2017, dopo aver battuto il venezuelano Néstor Tafur, il georgiano Zurabi Erbotsonashvili ed il giapponese Yūhi Fujinami, è stato sconfitto 8-0 in finale dall'italiano Frank Chamizo, guadagnando l'argento iridato nei 70 chilogrammi, suo miglior risultato in carriera.

## Palmarès
- Mondiali

Las Vegas 2015: bronzo nei 70 kg.
Parigi 2017: argento nei 70 kg.
- Campionati panamericani

Frisco 2016: argento nei 65 kg.
Lauro de Freitas 2017: oro nei 70 kg.
Lima 2018: oro nei 70 kg.